# Valmiera
Valmiera ( výslovnost), historickým názvem Wolmar, je největší město a kulturní středisko lotyšského regionu Vidzeme. Leží na řece Gauja, na křižovatce několika významných cest, 100 km severovýchodně od hlavního města Rigy a 50 km jihozápadně od hranice s Estonskem.
V městě o celkové rozloze 18,1 km² v roce 2010 žilo 27 217 obyvatel.

## Historie
Valmiera a její okolí je jednou z nejdéle osídlených oblastí Lotyšska. Archeologické nálezy stanovují věk osídlení na přibližně 7000 let před n. l. Valmiera je poprvé zmiňována jako město ve kronikářském záznamu z roku 1323. Skutečné založení města se odehrálo minimálně 40 let předtím, když velmistr Řádu mečových bratří Wilken von Endorp dal postavit hrad (Wolmar) a křesťanský kostel na březích řeky Gauja. Valmiera byla členem hanzy od 14. do 16. století. Zapojení do hanzy povzbudilo výměnu zboží a zvýšilo význam města.
Během Severní války byla v roce 1702 Valmiera zničena a vypálena. Dějiny města se shodují s dějinami severního Livonska.

## Dnes
Valmiera je dnes de facto kulturní centrum regionu Vidzeme. Je to např. jediné město v oblasti, které má profesionální divadlo, Valmieras teātris, které bylo založeno roku 1919.
Sídlí zde Vidzemský oblastní soud.
Město je významné průmyslové centrum severního Lotyšska. Dominantní odvětví ve Valmieře jsou potravinářský průmysl (mléko, maso a obilí), výroba sklolaminátu, zpracování dřeva a výroba nábytku.

## Demografie
1. ledna 2006 ve městě žilo 26 861 obyvatel. Pozoruhodně vysoký je podíl Lotyšů, kteří tvoří čtyři pětiny obyvatel města, zatímco v celém Lotyšsku je to jen kolem 60 %.
| \| Etnické složení (2006) \| Etnické složení (2006) \| Etnické složení (2006) \| Etnické složení (2006) \| Etnické složení (2006) \| \| ---------------------- \| ---------------------- \| ---------------------- \| ---------------------- \| ---------------------- \| \| \| \| \| \| \| \| Lotyši \| Lotyši \| \| 81,0 % \| 81,0 % \| \| Rusové \| Rusové \| \| 13,2 % \| 13,2 % \| \| Bělorusové \| Bělorusové \| \| 2,0 % \| 2,0 % \| \| Poláci \| Poláci \| \| 1,0 % \| 1,0 % \| \| Ostatní \| Ostatní \| \| 2,8 % \| 2,8 % \| |            |  |        |        |
| Etnické složení (2006) |            |  |        |        |
| |            |  |        |        |
| Lotyši | Lotyši     |  | 81,0 % | 81,0 % |
| Rusové | Rusové     |  | 13,2 % | 13,2 % |
| Bělorusové | Bělorusové |  | 2,0 %  | 2,0 %  |
| Poláci | Poláci     |  | 1,0 %  | 1,0 %  |
| Ostatní | Ostatní    |  | 2,8 %  | 2,8 %  |

## Partnerská města
- Halle, Severní Porýní-Vestfálsko, Německo (1994)
- Hoje-Taastrup, Dánsko (1995)
- Marly, Francie (1992)
- Pskov, Rusko (2001)
- Solna, Švédsko (1991)
- Viljandi, Estonsko (1992)
- Zduńska Wola, Polsko (2002)